# ساختمان بوئینگ
ساختمان بوئینگ (به انگلیسی: Boeing Building) آسمان‌خراش ۳۶ طبقه به ارتفاع ۱۷۱ متر، با کاربری اداری است، که در شهر شیکاگو، ایلینوی، در ایالات متحده آمریکا مستقر می‌باشد. پروژه ساخت این ساختمان در سال ۱۹۸۸ آغاز شد و در سال ۱۹۹۰ تکمیل و افتتاح گردید. این ساختمان دفتر مرکزی شرکت بوئینگ بشمار می‌آید.